# Aros Bay
Die Aros Bay ist eine Bucht an der Ostküste der schottischen Hebrideninsel Islay. Sie befindet sich etwa sieben Kilometer südlich von McArthur’s Head und 15 km südöstlich der Inselhauptstadt Bowmore. Die etwa 400 m weite Bucht schneidet 600 m tief ins Land ein. Im Norden wird sie durch das Kap Trudernish Point von der Nachbarbucht Claggain Bay abgegrenzt. Am Kopf von Aros Bay mündet der Bach Kintour River ein, der an den Hängen des Beinn Uraraidh entspringt. Obschon Aros Bay in einem dünnbesiedelten Teil der Insel liegt, ist sie über eine Straße zu erreichen. Die einspurige Straße führt von Port Ellen über Lagavulin, Ardbeg und Trudernish bis zum nördlich gelegenen Ardtalla.
In älteren Aufzeichnungen wird von Resten einer ehemaligen Rundhütte nahe der Mündung des Kintour Rivers in die Aros Bay berichtet. Diese konnten jedoch im Rahmen einer späteren Exkursion nicht gefunden werden.